# 캔턴 메모리얼 시빅 센터
캔턴 메모리얼 시빅 센터(영어: Canton Memorial Civic Center)는 미국 오하이오주 캔턴에 위치한 실내 경기장이다. 과거 G 리그 캔턴 차지의 홈경기장으로 사용으로 했다. 